# Mallophora clavipes
Mallophora clavipes là một loài ruồi trong họ Asilidae. Mallophora clavipes được Curran miêu tả năm 1941. Loài này phân bố ở vùng Tân nhiệt đới.